# サンティアゴ・アミゴレーナ
サンティアゴ・アミゴレーナ（Santiago Amigorena, スペイン語発音: [sanˈtjaɣo amiɣoˈɾena]; 1962年2月15日 - ）は、アルゼンチンの脚本家、映画プロデューサー、映画監督、俳優である。
2007年に監督デビュー作『カウントダウン 9.11.』がマール・デル・プラタ国際映画祭作品賞にノミネートされた
2003年に女優のジュリー・ガイエと結婚するが、2006年に離婚した。